# 耶特姆 (加利福尼亞州)
耶特姆（英語：Yettem）是位於美國加利福尼亞州圖萊里縣的一個人口普查指定地區。

## 地理
耶特姆的座標為36°29′12″N 119°15′18″W / 36.48667°N 119.25500°W，而該地最高點為海拔高度106米（即348英尺）。

## 人口
根據2010年美國人口普查的數據，耶特姆的面積為11.270平方千米，當中陸地面積為11.270平方千米，而水域面積為0.000平方千米。當地共有人口211人，而人口密度為每平方千米18人。